# Tarana
Tarana là một thị xã và là một nagar panchayat của quận Ujjain thuộc bang Madhya Pradesh, Ấn Độ.

## Địa lý
Tarana có vị trí 23°20′B 76°02′Đ / 23,33°B 76,03°Đ Nó có độ cao trung bình là 490 mét (1607 feet).

## Nhân khẩu
Theo điều tra dân số năm 2001 của Ấn Độ, Tarana có dân số 21.455 người. Phái nam chiếm 51% tổng số dân và phái nữ chiếm 49%. Tarana có tỷ lệ 66% biết đọc biết viết, cao hơn tỷ lệ trung bình toàn quốc là 59,5%: tỷ lệ cho phái nam là 76%, và tỷ lệ cho phái nữ là 56%. Tại Tarana, 16% dân số nhỏ hơn 6 tuổi.